# Policloruro de vinilo

Reacción de polimerización del PVC

El policloruro de vinilo (PvC) (C2H3Cl)n es el producto de la polimerización del monómero de cloruro de vinilo. Es el derivado del plástico más versátil. Se puede producir mediante cuatro procesos diferentes: suspensión, emulsión, masa y solución.
Se presenta como un material blanco que comienza a reblandecer alrededor de los 80 °C y se descompone sobre 140 °C. Es un polímero por adición y además una resina que resulta de la polimerización del cloruro de vinilo o cloroeteno. Tiene una muy buena resistencia eléctrica y a la llama.
El átomo de cloro enlazado a uno de cada dos átomos de carbono le confiere características amorfas que principalmente impiden su recristalización, la alta cohesión entre moléculas y cadenas poliméricas del PVC se deben principalmente a los momentos dipolares fuertes originados por los átomos de cloro, los cuales a su vez dan cierto impedimento estérico, es decir que repelen moléculas con igual carga, creando repulsiones electrostáticas que reducen la flexibilidad de las cadenas poliméricas, esta dificultad en la conformación estructural hace necesario la incorporación de aditivos para ser obtenido un producto final deseado.
En la industria existen dos tipos:
- rígidos: para envases, ventanas, tuberías —las cuales han reemplazado en gran medida al hierro (que se oxida más fácilmente)—, muñecas antiguas…;
- flexibles: cables, juguetes y muñecas actuales, calzados, pavimentos, recubrimientos, techos tensados…

El PVC se caracteriza por ser dúctil y tenaz; presenta estabilidad dimensional y resistencia ambiental. Además, es reciclable por varios métodos.[¿cuál?]

## Obtención
Se obtiene a partir del craqueo del petróleo, que consiste en romper los enlaces químicos del compuesto para conseguir diferentes propiedades y usos. Lo que se obtiene es el etileno, que combinado con el cloro obtenido del cloruro de sodio producen etileno diclorado, que pasa a ser luego cloruro de vinilo. Mediante un proceso de polimerización llega a ser cloruro de polivinilo o PVC. Antes de someterlo a procesos para conformar un objeto el material se mezcla con pigmentos y aditivos como estabilizantes o plastificantes, entre otros.
Resulta paradójico que uno de los polímeros comerciales menos estables sea al mismo tiempo uno de los materiales plásticos más interesantes de la actualidad, lo que se refleja en la gran cantidad de toneladas que se consumen anualmente en el mundo. Ese éxito comercial se ha debido principalmente al desarrollo de estabilizantes adecuados y de otros aditivos que han hecho posible la producción de compuestos termoplásticos de gran utilidad.

## Historia
El cloruro de polivinilo fue descubierto por accidente por lo menos en dos ocasiones durante el siglo XIX: en 1835, por primera vez, por Henri Victor Regnault, y en 1872 por Eugen Baumann. En ambos casos, el polímero apareció como un sólido blanco en las botellas de cloruro de vinilo después de la exposición a la luz solar. Regnault produjo cloruro de vinilo cuando trataba dicloroetano con una solución alcohólica de hidróxido de potasio y accidentalmente, el poli(cloruro de vinilo), por medio de la exposición directa del monómero a la luz del día. Sin embargo, no advirtió la importancia de sus descubrimientos, ni comprendió que el polvo blanco contenido en el vaso de precipitados de vidrio era el polímero del líquido obtenido al comienzo. Baumann tuvo éxito en 1872 al polimerizar varios haluros de vinilo, y fue el primero en obtener algunos de estos en la forma de producto plástico.
A principios del siglo XX, los químicos rusos Ivan Ostromislensky y Fritz Klatte intentaron utilizar el PVC en productos comerciales, pero sus esfuerzos no tuvieron éxito debido a las dificultades de transformación del polímero. Sí consiguió Ostrominlensky en 1912 las condiciones para la polimerización del cloruro de vinilo y, desarrolló técnicas convenientes en escala de laboratorio.
Klatte de Grieskein descubrió en 1918 los procesos que aún se emplean en la actualidad para la producción de cloruro de vinilo a través de la reacción en estado gaseoso, del cloruro de hidrógeno y del acetileno, en presencia de catalizadores.
El cloruro de vinilo y sus polímeros fueron curiosidades de laboratorio hasta hace 40 años, cuando se inició una labor de investigación más profunda y dirigida tanto en Alemania, como en Estados Unidos y Rusia.
En 1926, Waldo Semon, en colaboración con la B. F. Goodrich Company, desarrolló un método de plastificación del PVC mediante la mezcla con aditivos que ayudó a que el material fuese más flexible y más fácil de fabricar. Conjuntamente con Reid de la Union Carbide and Chemical Carbon Company, obtuvieron patentes para la producción de PVC que pueden ser considerados como los puntos de partida para la producción industrial de este material. 
El desarrollo de un PVC de Alto Impacto constituye uno de los descubrimientos de mayor importancia en la segunda mitad del siglo XX, en relación con este material.

## Características y propiedades
- Tiene una elevada resistencia a la abrasión, buena resistencia mecánica y al impacto, lo que lo hace común e ideal para la edificación y construcción.
- Al utilizar aditivos tales como estabilizantes, plastificantes entre otros, el PVC[3] puede transformarse en un material rígido o flexible, característica que le permite ser usado en un gran número de aplicaciones.
- Es estable e inerte por lo que se emplea extensivamente donde la higiene es una prioridad, por ejemplo los catéteres y las bolsas para sangre y hemoderivados están fabricadas con PVC, así como muchas tuberías de agua potable.
- La densidad del PVC es de entre 1,3 a 1,4 depende de sus características y propiedades.
- Es un material altamente resistente, los productos de PVC pueden durar hasta más de sesenta años como se comprueba en aplicaciones tales como tuberías para conducción de agua potable y sanitarios; de acuerdo al estado de las instalaciones se espera una prolongada duración del PVC así como ocurre con los marcos de puertas y ventanas.
- Debido a los átomos de cloro que forman parte del polímero PVC, no se quema con facilidad ni arde por sí solo y cesa de arder una vez que la fuente de calor se ha retirado. Los perfiles de PVC empleados en la construcción para recubrimientos, cielorrasos, puertas y ventanas, se debe a la poca inflamabilidad que presenta.
- Se emplea eficazmente para aislar y proteger cables eléctricos en el hogar, oficinas y en las industrias debido a que es un buen aislante eléctrico.
- Se vuelve flexible y moldeable sin necesidad de someterlo a altas temperaturas (basta unos segundos expuesto a una llama) y mantiene la forma dada y propiedades una vez enfriado a temperatura ambiente, lo cual facilita su modificación.
- Alto valor energético. Cuando se recupera la energía en los sistemas modernos de combustión de residuos, donde las emisiones se controlan cuidadosamente, el PVC aporta energía y calor a la industria y a los hogares.
- Amplio rango de durezas.
- Resistente al agua.
- Rentable. Bajo costo de instalación.
- Es muy resistente a la corrosión.

## Polimerización
El cloruro de polivinilo se produce a escala industrial por medio de polimerización radicálica, en bloque, en suspensión o en emulsión. Los métodos de polimerización en solución tienen menor importancia comercial, al menos en Europa. Aunque no se facilitan los detalles del proceso, según una patente tipo, el cloruro de vinilo es polimerizado con un 0,8% de peróxido de benzoílo, basado en el peso del monómero. La operación se realiza a 58 °C durante 17 horas en un cilindro rotativo, en cuyo interior hay bolas de acero inoxidable. Debido a que el polímero es insoluble en el monómero, la polimerización en bloque es heterogénea. La reacción es difícil de controlar y da lugar a una ligera disminución de las propiedades aislantes y de la transparencia. La forma y el tamaño de las partículas, así como la distribución de tamaños pueden ser controlados variando el sistema de dispersión y la velocidad de agitación.

## Toxicidad del cloruro de vinilo
Existe un debate acerca de la toxicidad del PVC. Mientras que la industria del PVC niega sus posibles efectos tóxicos sobre la salud y el medio ambiente, ciertos colectivos y organizaciones ecologistas denuncian que la inhalación prolongada de cloruro de vinilo podría ser la causa de dolencias en el hígado y cáncer. El PVC se obtiene mediante la polimerización del cloruro de vinilo. El cloruro de vinilo está clasificado en el Grupo 1 según la IARC, cancerígeno para los humanos. El cloruro de vinilo está relacionado con el cáncer hepático, los cánceres hematológicos como el linfoma y la leucemia, cáncer del SNC y cáncer de pulmón.